# Клитрины
Клитрины (лат. Clytrinae) — подсемейство жуков из семейства листоедов. Повсеместно насчитывается 1 500 видов, описанных в 62 родах, которые распределены в шести трибах.

## Описание
Усики зазубренные.

## Распространение
В подсемействе описаны 62 рода, 32 из них распространены на территории Палеарктики. В Турции отмечены девять родов с 70 видов.

## Систематика
Некоторые авторы описывают подсемейство в виде трибы в подсемействе скрытоглавов (Cryptocephalinae).